# Grosley-sur-Risle
Grosley-sur-Risle é uma comuna francesa na região administrativa da Normandia, no departamento de Eure. Estende-se por uma área de 13,34 km². Em 2010 a comuna tinha 528 habitantes (densidade: 39,6 hab./km²).